# Dronningmølle Station
Dronningmølle Station er en dansk jernbanestation i Dronningmølle i Nordsjælland. Stationen ligger på Hornbækbanen mellem Helsingør og Gilleleje og betjenes af tog fra Lokaltog.

## Historie
Stationen åbnede i 1916, da Helsingør-Hornbæk Jernbane blev forlænget videre langs kysten til Gilleleje.